# 689. п. н. е.

## Догађаји
- Сенахериб наређује спаљивање Вавилона.